# Jos. Bedaux
Josephus (Jos.) Henricus Antonius Bedaux (Tilburg, 18 april 1910 – Goirle, 14 juli 1989) was een Nederlands architect die vooral actief was in Tilburg en omgeving.

## Leven en werk
Jos. Bedaux was autodidact en leerde het vak vooral bij zijn vader, die aannemer was in Tilburg. Tijdens de crisis van de jaren dertig moet hij vroeg aan de slag en ontwerpt hij in 1932 het klooster Ave Maria in Tilburg. De eerste jaren bouwt hij in een stijl die aan die van Alexander Kropholler doet denken. Voor het Brabants Studenten Gilde ontwierp Bedaux vanaf 1933 tot in de jaren 50 een groot aantal kapelletjes in diverse aan de Delftse School verwante traditionalistische stijlen. Daarin ontwikkelde hij een eigen romantisch traditionalisme. Een voorbeeld daarvan is zijn eigen woning (1938). Na de Tweede Wereldoorlog haalt hij classicistische elementen in zijn architectuur, o.a. het gemeentehuis in Hilvarenbeek (1949) en het verzorgingscomplex St. Josefzorg in Tilburg (1954). In de jaren vijftig pakt hij een eigen modernistische stijl op, die gekenmerkt wordt door een tijdloze ingetogenheid.
Hoogtepunt is het gebouw van de Katholieke Economische Hogeschool in Tilburg, tegenwoordig het hoofdgebouw van de Universiteit van Tilburg (1962). Ook de GGD (1967) en het kantongerecht (1968) in Tilburg zijn belangrijke bouwwerken. Bedaux bouwde ongeveer 500 werken in een grote diversiteit: kapellen, huizen, villa’s, kloosters en kerken (zoals de Maranathakerk), woningbouwcomplexen, maar ook gebouwen voor onderwijs en gezondheidszorg. Zijn psychiatrische inrichtingen waren complete dorpen waar hij ook de strakke stedenbouwkundige structuur ontwierp. Hij werkte veel samen met tuinarchitect Pieter Buys.
De laatste jaren is het werk van Jos. Bedaux opnieuw in de belangstelling gekomen doordat een groot aantal bouwwerken op gemeentelijke monumentenlijsten en op de rijksmonumentenlijst geplaatst is.

## Bureau
Het bureau van Jos. Bedaux werd voortgezet door zijn zoons Peer en George Bedaux en later Jacques de Brouwer onder de naam Bedaux De Brouwer Architecten.
Inmiddels zijn de kleinzonen Pieter en Thomas de zonen opgevolgd.

## Stichting
In 2009 is de stichting Jos. Bedaux architect opgericht met in het bestuur: Jo Coenen, Mariet Willinge, Martien Jansen, Aart Oxenaar, Jacq. de Brouwer, Thomas Bedaux en George Bedaux. De stichting wil het werk van Jos. Bedaux opnieuw onder de aandacht brengen en het erfgoed beschermen.

## Werken
Hieronder een selectie van bouwwerken van Jos. Bedaux.
| Bouw                           | Naam                                     | Plaats           | Bijzonderheden                                                                | Afbeelding |
| ------------------------------ | ---------------------------------------- | ---------------- | ----------------------------------------------------------------------------- | ---------- |
| Traditionalistische bouwwerken |                                          |                  |                                                                               |            |
| 1946-48                        | Platanenbuurt                            | Bergen op Zoom   |                                                                               |            |
| 1949-54                        | Fraterhuis Fatima                        | Tilburg          |                                                                               |            |
| 1951-52                        | Woningen Pettelaar                       | 's-Hertogenbosch | Onderdeel van een complex van 108 woningen in de wijk Zuid.                   |            |
| 1950                           | Officierswoningen aan de Ringbaan Zuid   | Tilburg          |                                                                               |            |
| Modernistische bouwwerken      |                                          |                  |                                                                               |            |
| 1957-62                        | Cobbenhagengebouw. Universiteit Tilburg. | Tilburg          |                                                                               |            |
| 1963-69                        | Voormalig kantongerecht te Tilburg       | Tilburg          |                                                                               |            |
| 1965-72                        | Koopmansgebouw - Universiteit Tilburg    | Tilburg          |                                                                               |            |
| 1968-75                        | Kantoor ABN-AMRO te Tilburg              | Tilburg          |                                                                               |            |
| Kapellen                       |                                          |                  |                                                                               |            |
| 1936                           | Mariakapel te Westelbeers                | Westelbeers      | De kapel dateert oorspronkelijk uit 1637. De toren is toegevoegd door Bedaux. |            |
| 1937                           | Kapel te Uden                            | Uden             | Gebouwd door het Brabants Studentengilde                                      |            |
| 1947                           | Mariakapel te Udenhout                   | Udenhout         |                                                                               |            |
| 1950                           | Mariakapel aan de Delmerweg te Tilburg   | Tilburg          |                                                                               |            |